# Pabellón de Francia (Epcot)
El Pabellón de Francia es un pabellón de temática francesa que forma parte del World Showcase en Epcot en Walt Disney World Resort en Florida. 
Su ubicación es entre los pabellones de Marruecos y Reino Unido.

## Disposición
El Pabellón de Francia está diseñado para parecerse a un barrio de París con una piscina y fuentes y con una vista de la Torre Eiffel en la distancia. La mayoría de las tiendas en las calles son tiendas reales que venden productos franceses. También incluye 3 restaurantes (Monsieur Paul, Les Chefs de France y Les Halles Boulangerie and Patisserie) y la heladería L'artisan des Glace.
Un aspecto clave del pabellón es su película panorámica Impressions de France. La película, que se ha estado proyectando desde el día de la inauguración de Epcot en 1982, ofrece un recorrido visual por la nación, con música escrita por Buddy Baker, que abarca la música de compositores franceses clásicos como Claude Debussy y Camille Saint-Saëns. La película en sí es obra del director Rick Harper y producida por el 2 veces nominado al Oscar Bob Rogers. El recorrido visual de la película incluye algunos de los lugares más impresionantes y románticos del país, como los acantilados de Étretat en la región de Alta Normandía, el Mont Saint-Michel en Normandía, el Castillo de Chambord en el Valle del Loira, Notre Dame de París y la Torre Eiffel.